# Cladonia flagellaris
Cladonia flagellaris är en lavart som beskrevs av Ahti & Marcelli. Cladonia flagellaris ingår i släktet Cladonia och familjen Cladoniaceae.   Inga underarter finns listade i Catalogue of Life.